# Ebensee am Traunsee
Ebensee am Traunsee (Boarisch:Emsee) là một đô thị ở bang Oberösterreich, nước Áo. Đô thị này có diện tích 194,5 km², dân số thời điểm ngày 31 tháng 12 năm 2005 là 8253 người. Đô thị Ebensee nằm ở cuối phía nam hồ Traun (Traunsee) cách Linz khoảng 90 km về phía bắc.

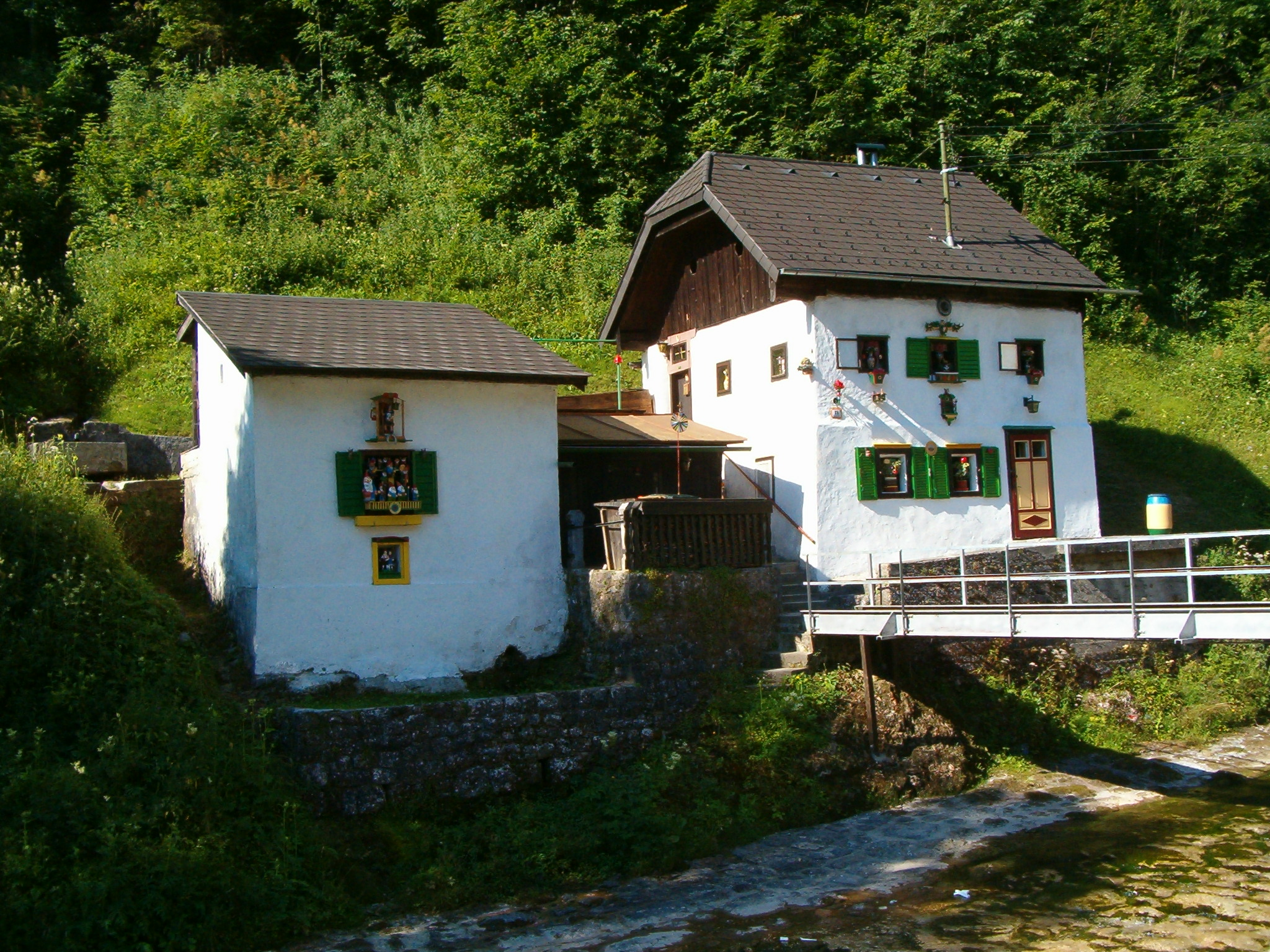
Nhà ở Ebensee.